# Cachemire (tissu)
Pour les articles homonymes, voir Cachemire (homonymie).
 (avril 2016).
Si vous disposez d'ouvrages ou d'articles de référence ou si vous connaissez des sites web de qualité traitant du thème abordé ici, merci de compléter l'article en donnant les références utiles à sa vérifiabilité et en les liant à la section « Notes et références ».

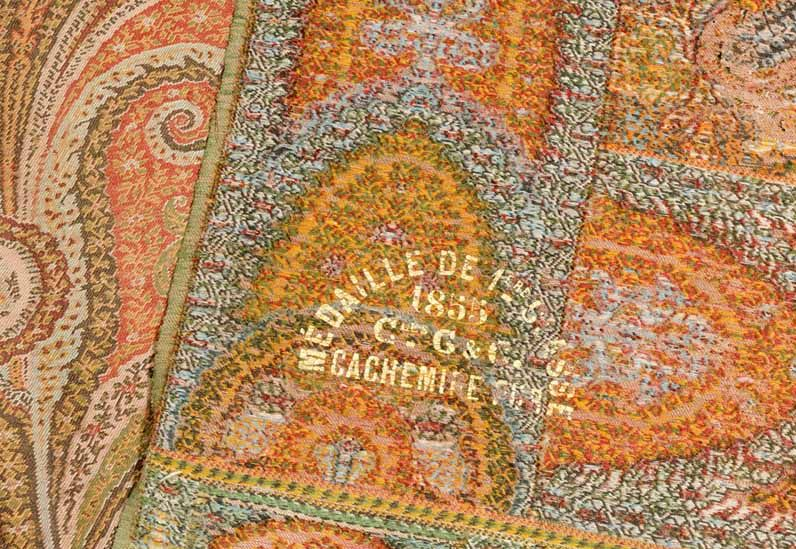
Détail d'un châle en cachemire, collection des musées départementaux de la Haute-Saône.

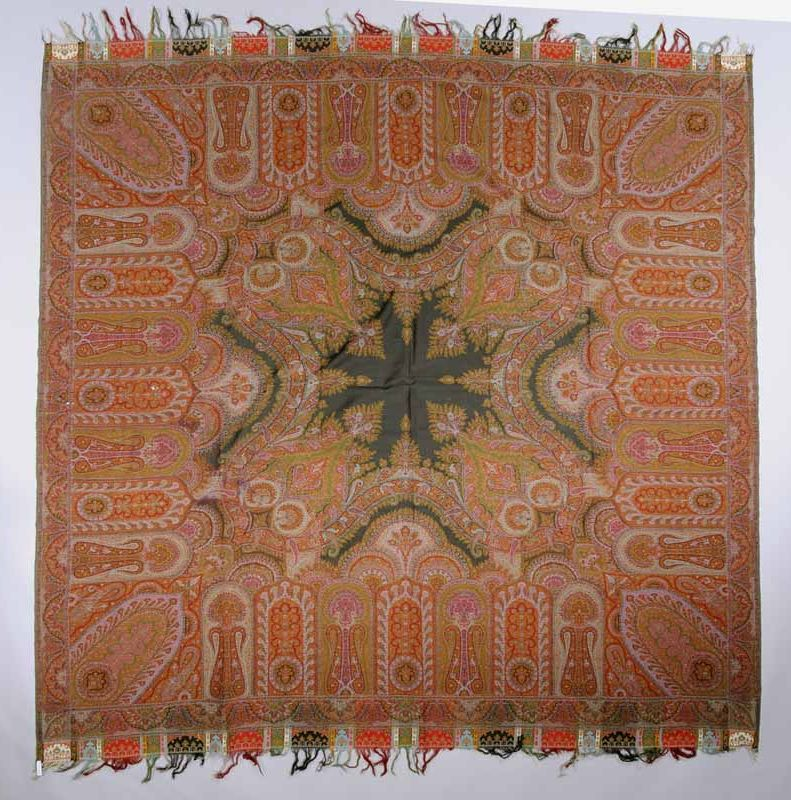
Châle-tapis répandu au fil du XIXe siècle en France, collection des musées départementaux de la Haute-Saône.

Le cachemire est une fibre animale, provenant du sous-poil long et soyeux des chèvres cachemire. Il appartient à la famille des tissus d'espèces endémiques, dont la production et la fabrication sont limitées à la seule zone géographique d'origine des caprins[réf. nécessaire], soit un territoire qui s'étend du nord du Cachemire indo-pakistanais au nord de la Mongolie.
En hiver, pour protéger les chèvres du vent glacial et froid (entre −30 °C et −40 °C), un duvet serré de poils fins et souples vient doubler leur pelage d'été. Ce duvet, gris foncé, est tondu à la cisaille ou enlevé à la brosse au moment de la mue de printemps sur la poitrine des chèvres. Il est parfois ensuite blanchi au moyen d’une préparation de farine de riz[réf. nécessaire], puis teint de diverses couleurs avant d'être tissé, lavé, assemblé par des coutures imperceptibles et entouré d’une bordure qui encadre les dessins.
Types de fibres :
- Brute : il s'agit de la fibre qui n'a pas été travaillée, c'est-à-dire la fibre qui provient directement de l'animal
- Traitée : il s'agit de la fibre quand on lui a retiré les poils les moins fins, qu'on l'a lavée, cardée et qu'elle est prête à être transformée en fils, à tricoter ou à coudre
- Vierge : il s'agit de la fibre transformée en fils, tissus ou vêtements pour la première fois
- Recyclée : il s'agit des résidus de tissus qui ont déjà été tissés ou qui ont feutré ; et qui peuvent avoir été déjà utilisés

## Histoire
Le poil de cachemire est une fibre fine (de 19 à moins de 12 microns) et très douce, qui est obtenue à partir du poil de la chèvre cachemire, à la fin de l'hiver.
Son nom vient de la région du Cachemire, où était initialement transformée la fibre de cachemire alors même que la matière première ne provenait pas de cette région. Bien qu'il existe des références plus anciennes, la naissance d'une industrie du cachemire dans cette région est généralement située au XVe siècle.
L'Europe découvre cette matière à la fin du XVIIIe siècle, dans le sillage de la campagne d’Égypte. L'impératrice française Joséphine prise alors les châles de cachemire ramenés par son mari Napoléon. Des entrepreneurs européens explorent par la suite l'Asie afin d'introduire cette fibre sur leur continent. Des chèvres sont ramenées mais ne survivent pas au climat ; cependant, le savoir-faire est maîtrisé.
La production européenne commence au tout début du XIXe siècle grâce à Jean-Baptiste Decrétot et sa manufacture de Louviers, et au baron Guillaume Louis Ternaux, puissant manufacturier, inventeur des célèbres « châles de Ternaux ».
En 1830, l'industrie du cachemire se développe en Écosse, à partir de métiers français. Aux États-Unis, c'est la ville d'Uxbridge (Massachusetts) qui a été le berceau de l'industrie du poil de cachemire. La Chine et l'Italie ont aussi une industrie du cachemire développée.

## Production

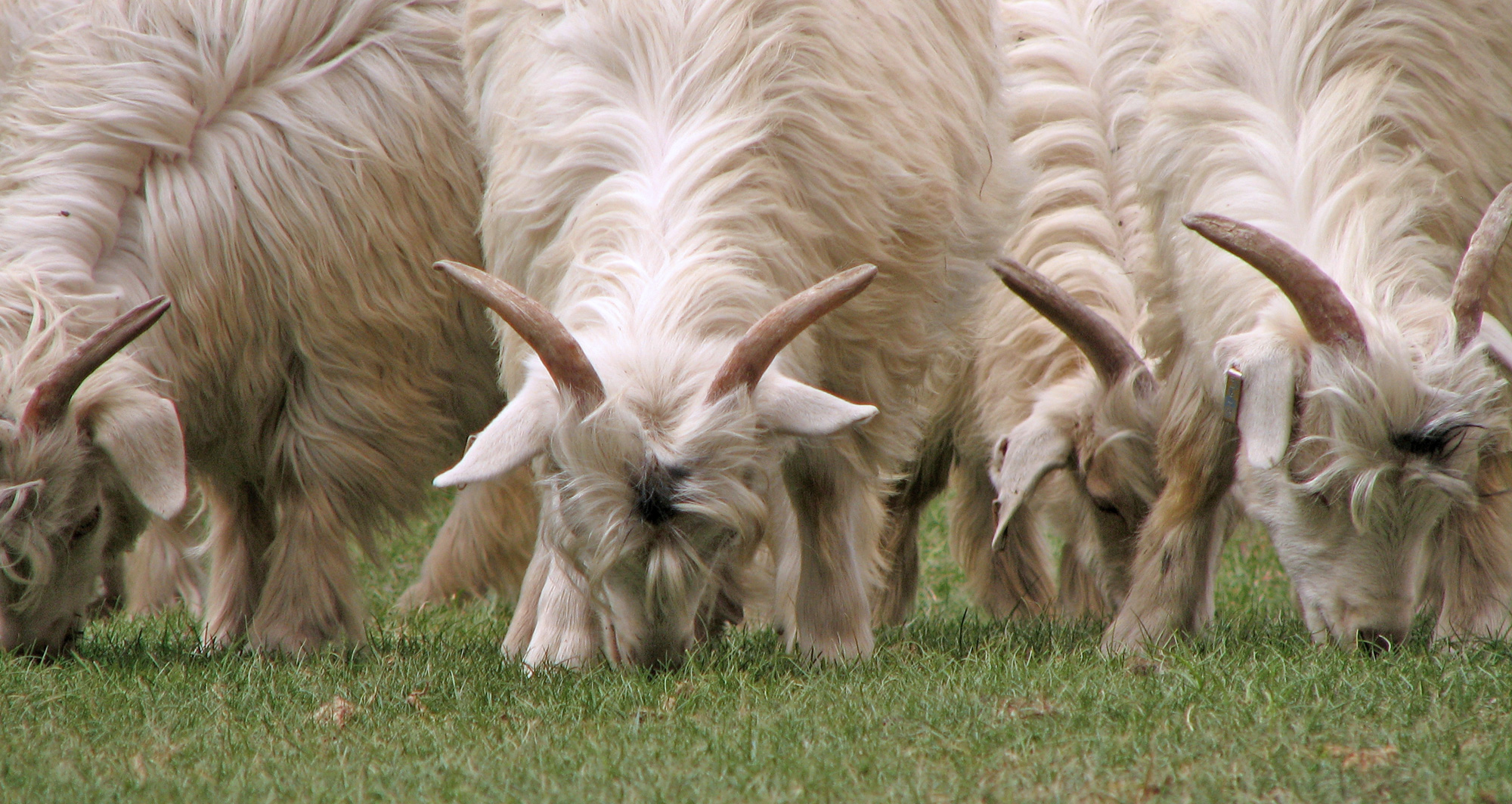
Des chèvres cachemire.

En 2020, 90 % de la production est issue de la Mongolie indépendante et de la Mongolie-Intérieure, région autonome de la République populaire de Chine.
La Chine aurait une production de 10 000 tonnes par an. La Mongolie produit environ 2 700 tonnes, tandis que le Pakistan, l'Iran, l'Afghanistan, la Turquie et les républiques d'Asie centrale offrent des quantités importantes mais moindres. La production annuelle mondiale est estimée entre 13 000 et 18 000 tonnes[Quand ?].
Le pur cachemire, qui s'obtient en enlevant la graisse animale, la saleté et les poils grossiers, représente quant à lui un peu moins de 6 000 tonnes.
La production annuelle moyenne par chèvre est de 150 grammes.
Le pur cachemire peut être teint et filé en fils, en bonneterie, pulls, chapeaux, gants, chaussettes et autres vêtements, ou en tissus coupés et assemblés pour des vêtements tels que manteaux, vestes, pantalons, pyjamas, écharpes, ou couvertures et autres articles. Jusqu'au XIXe siècle cependant, il était essentiellement utilisé pour produire des châles.

## Écologie
L'élevage intensif de chèvres, dû à l'augmentation de la consommation principalement occidentale, est la cause principale de la désertification de la province de Mongolie-Intérieure,. Celle-ci entraîne l'augmentation des vents de poussière qui se répandent à l'est, particulièrement sur la région de Pékin, depuis plusieurs années.
De grands programmes ont été mis en œuvre depuis 2002 dans la région rurale de Mongolie-Intérieure, axés sur deux projets principaux : d’une part, le retour des terres cultivées à la sylviculture, d’autre part l’interdiction des pâtures et la réinstallation des pasteurs nomades.
Le gouvernement provincial a déjà[Quand ?] bloqué un tiers du territoire, dans l'espoir vain de redonner vie à la steppe[réf. nécessaire]. En effet c'est grâce à un pâturage contrôlé que la prairie sèche ne se désertifie pas.

## Symbolique
Les noces de cachemire symbolisent les 47 ans de mariage dans le folklore français.

## Vidéographie
- [vidéo] « Cachemire de Mongolie : Enquête sur la face cachée de nos vêtements », Valentin Petit & Poline Tchoubar sur Arte, 2024, 15 min, France, Alexandra Jousset (CAPA PRESSE)